# Замбія на літніх Олімпійських іграх 2020
Замбію на літніх Олімпійських іграх 2020 представляли двадцять шість спортсменів у п'яти видах спорту.

## Спортсмени
| Вид спорту     | Чоловіки | Жінки | Загалом |
| -------------- | -------- | ----- | ------- |
| Легка атлетика | 1        | 1     | 2       |
| Бокс           | 3        | 0     | 3       |
| Футбол         | 0        | 22    | 22      |
| Дзюдо          | 1        | 0     | 1       |
| Плавання       | 1        | 1     | 2       |
| Загалом        | 6        | 24    | 30      |